# Politický systém Portugalska
Portugalská republika je zastupitelská demokracie, poloprezidentská republika.
Sněmovna republiky je portugalský jednokomorový parlament čítající 230 poslanců volených na 4 roky. Volební systém do Sněmovny republiky je poměrný bez uzavírací klauzule, mandáty se rozdělují ve 20 volebních obvodech pomocí D'Hondtova dělitele, kandidátní listiny jsou přísně vázané, tedy bez možnosti preferenčních hlasů. Poslanec, který byl jmenován členem vlády, po dobu výkonu exekutivní funkce pozbývá poslaneckého mandátu.
Portugalský prezident je volen přímo dvoukolovým většinovým volebním systémem na 5 let s možností jednoho znovuzvolení. Rada státu je prezidentův poradní orgán.